# Trägerrostbrücke
Eine Trägerrostbrücke besteht aus parallelen Trägern, die von einem Rost aus Querbalken gestützt werden, um Lasten gleichmäßig zu verteilen. Sie kann aus Materialien wie Stahl oder Holz gefertigt sein und eignet sich besonders für kürzere bis mittlere Spannweiten. Trägerrostbrücken sind kosteneffizient und modular, was eine schnelle Konstruktion und einfache Anpassungen ermöglicht. Allerdings erfordern sie bei bestimmten Materialien wie Holz regelmäßige Wartung und sind weniger effizient für sehr große Spannweiten. Typische Anwendungen umfassen Straßen-, Fußgänger- und kleinere Eisenbahnbrücken.

## Geschichte
Die Geschichte der Trägerrostbrücken beginnt mit einfachen Baumstammbrücken in der Frühgeschichte und entwickelte sich in der Römerzeit weiter mit Holzträgern. Im Mittelalter dominierten Holzträgerbrücken, oft kombiniert mit Steinpfeilern. Die industrielle Revolution brachte Eisen und später Stahl als Materialien, was längere und stabilere Brücken ermöglichte. Moderne Trägerrostbrücken nutzen eine Vielzahl von Materialien, einschließlich hochfestem Stahl und Verbundwerkstoffen, und profitieren von computergestütztem Design für präzisere und effizientere Bauweisen. Diese Entwicklungen zeigen einen kontinuierlichen Fortschritt in der Brückenkonstruktion, hin zu stabileren, langlebigeren und wirtschaftlicheren Bauwerken.

## Beispiele
Weltweit:
- Brooklyn Bridge, USA: Eine der bekanntesten Brücken in New York City, die über den East River führt und Manhattan mit Brooklyn verbindet. Sie ist eine Kombination aus Hänge- und Trägerrostbrücke.
- Golden Gate Bridge, USA: Obwohl sie hauptsächlich eine Hängebrücke ist, enthält sie auch Elemente einer Trägerrostbrücke in ihren Zufahrten und Versteifungsträgern.
- Forth Bridge, Schottland: Eine ikonische Eisenbahnbrücke, die den Firth of Forth überspannt. Sie ist eine Konsolbrücke, die Trägerroststrukturen in ihrem Design verwendet.
- Sydney Harbour Bridge, Australien: Diese Bogenbrücke hat auch Trägerroststrukturen in ihren Zufahrten und Decks, was zur Stabilität und Lastverteilung beiträgt.
- Erasmusbrug, Niederlande: Bekannt als „Der Schwan“, ist dies eine Schrägseilbrücke in Rotterdam, die Trägerroststrukturen in ihren Zufahrten integriert.
- Tower Bridge, London, England: Eine kombinierte Hänge- und Klappbrücke, die Trägerroststrukturen in den festen Abschnitten verwendet.
- Pont de Québec, Kanada: Die längste Auslegerbrücke der Welt, die Trägerroststrukturen in ihren Hauptträgern verwendet.

Deutsche Brücken:
- Köhlbrandbrücke, Hamburg: Eine Schrägseilbrücke über die Süderelbe in Hamburg, die Trägerroststrukturen in ihren Zufahrten verwendet.
- Kaiser-Wilhelm-Brücke, Wilhelmshaven: Eine kombinierte Straßen- und Eisenbahn-Klappbrücke, die Trägerroststrukturen in ihrem Design integriert hat.
- Theodor-Heuss-Brücke, Düsseldorf: Diese Brücke über den Rhein ist ein Beispiel für eine kombinierte Schrägseil- und Trägerrostbrücke.
- Leverkusener Brücke, Leverkusen: Eine wichtige Autobahnbrücke (A1) über den Rhein, die Trägerroststrukturen in ihrer Konstruktion aufweist.
- Müngstener Brücke, zwischen Remscheid und Solingen: Die höchste Eisenbahnbrücke Deutschlands, die Trägerroststrukturen zur Stabilität und Lastverteilung verwendet.
- Elbebrücke Schönebeck, Schönebeck: Eine wichtige Eisenbahnbrücke über die Elbe, die Trägerroststrukturen in ihrem Aufbau nutzt.